# 特克
特克，是匈牙利佩斯州所辖的一个村。总面积24.73平方公里，总人口1392，人口密度56.3人/平方公里（2011年1月1日）。